# 日胤 (大石寺)
日胤（にちいん、1829年4月19日（文政12年3月16日） - 1880年（明治13年）6月2日）は、大石寺第54世法主。千葉阿闍梨。英俊院。泰賢。千葉姓。

## 経歴
- 1829年（文政12年）3月16日、誕生。
- 1838年（天保9年）3月12日、江戸妙縁寺にて得度。
- 1844年（弘化元年）10月25日、細草檀林に入檀する。
- 1853年（嘉永6年）9月、随力演珠抄を著す。
- 1853年（嘉永6年）12月、破権立実抄を著す。
- 1854年（安政元年）
  - 1月、法華経教相独一得意抄を著す。
  - 4月1日、京都・大亀谷檀林に入檀。
- 1859年（安政6年）11月12日、大坂北野・蓮華寺に住す。
- 1860年 九州大宰府を遊化す。
- 1862年（文久2年）9月、京都・大亀谷檀林91代の化主となる。
- 1863年（文久3年）
  - 3月、議奏・正親町実徳に申状を記す。
  - 10月19日、二条殿御所に上申す。
  - 11月3日、上申により御所に召される。
- 1865年（慶応元年）3月28日、阿波・敬台寺住職となる。
- 1869年（明治2年）
  - 7月、37代大学頭となる。
  - 11月1日、52世日霑より法の付嘱を受け、大石寺第54世日胤として登座。23日に大坊に入る。
- 1873年（明治6年）
  - 1月、前年9月18日の官布告に対し、大石寺一本寺独立願を教部省に提出。
  - 6月、申状を記し、教部省に自門の教義を建白す。
  - 7月、教部省に大石寺一本寺独立願を提出。
  - 12月12日、第55世日布へ法を付嘱した。
- 1880年（明治13年）6月2日、51歳で死去した。

| 先代 日盛 | 大石寺住職一覧 | 次代 日布 |